# 科學超電磁砲角色列表
本列表为《魔法禁書目錄》外傳《科學超電磁砲》的登場人物详细列表。

## 主要角色
御坂美琴（Misaka Mikoto，聲：佐藤利奈（日本）；龍顯蕙（台灣））
本作主角。常盘台中学二年级學生，学园都市排名第三位的超能力者。
白井黑子（Shirai Kuroko，聲：新井里美（日本）；錢欣郁（台灣））
常盘台中学一年级學生，177支部所属风纪委员。大能力者。
初春飾利（Uiharu Kazari，聲：豊崎愛生（日本）；楊凱凱（台灣））
栅川中学一年级生，177支部所属风纪委员。低能力者。
佐天淚子（Saten Ruiko，聲：伊藤加奈惠（日本）；吳貴竹（台灣））
栅川中学一年级生，初春的同班同學兼好友。无能力者。
留著及腰的黑色長髮，髮飾是櫻花。對流行非常敏感，喜欢都市传说，剌繡技巧很好，與其他主角比較，她的服裝十分多樣化，且時常穿著很清涼的裝扮。和初春打招呼的方式是掀初春的裙子（無視時間與場合）。經由初春与御坂美琴和白井黑子相识并成为朋友。在学园都市亦与魔法师少女索绮特结下友谊。
對能力者有著強烈的憧憬，因此對於「幻想御手」很有興趣。使用「幻想御手」後表现出來的能力是控制空气（空力使い），但亦曾因「幻想御手」的副作用陷入昏迷，事件解决后甦醒。
具有良好的直觉和对都市传说的敏感，是每次事件的触发者或引导者。
食蜂操祈（Shokuhou Misaki，聲：淺倉杏美）
三圍：B(88)-W(58)-H(84)
常盘台中学二年级學生，为常盘台最大派阀的领导人，其有「常盘台的女王大人」的稱呼。能力为等级5的「心理掌握」（Mental Out），排名第5名，是学园都市最强的心理系能力者。通过控制脑电波支配他人的心理，可以同时对多人发动能力，但对可以屏蔽脑波攻击者无效，也無法對人類以外的對象進行干涉。平时常用一个遥控器辅助能力使用。
身材很好的金髮美少女，雖然只有國中年紀，但身材甚至超越成年人，豐滿到不像國中生的胸部及纖細的腰曲線，還有微微露出讓人垂涎的屁股蛋，眼睛有星星状的闪影。自尊心很強，無法容忍身體被暴露，不僅是手套及絲襪連內衣和內褲都是白色蕾絲款式，堅決維持著完美無缺的形象。但偏偏是個完全不善于运动的超級運動白癡，連只有一公尺深的水都會怕，體育實際成績非常悲慘，為了守住面子而使用能力竄改。性格中有不信任他人的倾向，唯有對上条当麻有絕對的信任感。喜歡上条並在其心中佔有很重要的地位，宛如心靈支柱般的存在。
在性格和處世觀等方面均與御坂美琴不合，曾對她提出不要影響自己派閣地位的警告。尤其是因為御坂美琴與上条當麻相處的方式和一年前的自己很像，也使得食蜂更討厭她。
因上条的關係而認識了雲川芹亞，由於同為操弄心理的專家，兩人的關係非常不好。食蜂形容雲川對於自己就像初春對於美琴，雙方既相似又各為天敵，與雲川是水火不容的關係。
于常盘台就学前参与“才人工房”的Exterior计划，与名为「桃莉」的御坂妹妹成为朋友。在其死亡后预感自己将被杀死，而抢先洗脑全部研究人员并逃出，进入常盘台就读。在此之前，食蜂操祈的大脑皮层被實驗室的研究員們切下一部分、培养为巨大的增殖体「Exterior」（外裝代腦），用于增幅能力，但在食蜂操祈洗腦全部研究員的時候奪回控制權。
在本傳故事開始的前一年八月，也就是剛進入常盘台中学的那年夏天時遇見上条當麻，並在之後相處了一段時間，兩人一同經歷了各式各樣的事。對食蜂來說那是她數一數二的幸福時光，同時也是最重要的記憶。有一次上条為了救食蜂逃離名叫「Deadlock」集團的追殺，讓自己受了重傷，性命垂危到必須進行緊急手術，卻又虛弱到不能使用麻醉劑的危險狀態。食蜂為了救他而以能力替代麻醉劑，卻因此傷到上条的大腦，導致他部分的認知迴路損壞（原有的記憶沒有失去，但見到本人時卻無法再記得或想起與她相關的記憶）。所以之後每次見面，上条總是如同第一次相見般不認得她。雖然之後沒積極的接觸，不過在作品中發生的幾個事件暗自幫助著。不管時間過多久，至今依然在等待上条記憶恢復的奇蹟，等到他不再忘記「食蜂操祈」時，食蜂打算要對上条說最甜蜜溫柔、最重要的話（似乎是暗示告白的意思）。
在大霸星祭篇，在得知绝对能力进化计划受阻后，决定保护御坂妹妹们，并发现试图获得御坂网络的木原幻生，之后暗中行动试图避免御坂美琴和相关的朋友介入或者陷入此事，最终还是被御坂发现而合作对付木原幻生。為了坑殺木原幻生而不惜將自己記憶內的「外裝代腦解限口令」和「外裝代腦自毀口令」互相調換。而木原幻生在上鉤的時候執行了外裝代腦自毀口令，此時和外裝代腦處於同步狀態的木原幻生的大腦也一同被毀。之后从木原幻生得知「桃莉」另一个克隆体的下落，邀请警策看取一起去救出，后来也修改了黑子等三人的记忆来掩盖掉这次事件。
在天賦夢路篇與帆風潤子、御坂美琴一起喝茶，剛好聽見在隔壁店家代號為「BLAU」（藍髮耳環）的S級「天賦夢路」能做出深受男性喜愛的變態夢境。與查樂以及幾個混混等粉絲說明自己能做出的下流夢境時提到常盤台中學的第三名（御坂美琴）與第五名（食蜂操祈）也在其中，自稱「超能力者在我面前也是一絲不掛」後，被憤怒的美琴攻擊而導致所有「印地安撲克」被毀，隨後食蜂將在場數人的記憶消除。
於本傳《新約》一端覽祭篇登場，遠端控制許多人追逐美琴。本人則是在《人力資源計畫篇》中親自登場，追蹤上条當麻來到「博覽百科」，與除了垣根帝督以外的其他五名超能力者一起對抗失控的「英雄」們。
在2013年的「某夏季的限定企劃」角色人气投票中，排名第九位。
「這本輕小說真厲害！2015年」人氣女性角色排名第九位。

## 常盤台中學
灣內絹保（Wannai Kinuho，聲：戶松遙（日本）；楊凱凱）
常盤台中學一年級生，游泳部社員，白井黑子的同班同學。能力為水流操作系（Hydro hand），Level 3。作為常盤台的學生，對防身術有些心得。曾在被混混调戏时为御坂美琴搭救，之後對美琴抱有仰慕之情。和泡浮一起成為婚后光子的朋友。
性格溫馴，難以對別人發脾氣，對負面情緒管理得十分好，甚至已經到完全呆掉的情況（例如要求泡浮向她發脾氣）。十分重視朋友。
在戰鬥時和泡浮有十分良好的默契。在有水的地方戰鬥會提高戰鬥力。能控制液態水（但總水量有其上限），但不能對多個水球作控制，最多能控制4個，不過可以不斷地以「分裂」和「融合」水塊去隱瞞。在《大霸星祭篇》篇中，誤認御坂10032號是本尊而借了她一件運動服參加比賽，也因為此事導致美琴注意到10032號的失蹤。隔天，與泡浮、佐天一同趕到被擊敗的婚後光子身旁，對傷害婚後的馬場芳郎展現了前所未見的盛怒，掩護佐天帶著婚後尋求協助並與馬場芳郎正面對決，擊敗對方並取得奈米元件。
學園都市大熱浪時期中，參與對指引「元素」的「水晶之塔」的總攻擊，途中被上条當麻搭話，因無法應付而逃向泡浮的身邊。
泡浮万彬（Awatsuki Maaya，聲：南條愛乃（日本）；吳貴竹）
常盤台中學一年級生，游泳部社員，白井黑子的同班同學。能力為流體反發（Floatdial）(能夠增減能力者及其周圍的浮力的能力)，Level 3。對御坂美琴抱有仰慕之情。灣內絹保的好友，和灣內一起成為婚后光子的朋友。
性格和灣內一樣溫馴，難以被惹怒。
在戰鬥時和灣內有十分良好的默契。能夠控制自身及四周的浮力，改變流體的流動方向，增加或減少人和物件的重量。能夠運用能力增強跳躍力，也可於水面上行走及舉起重物。在《大霸星祭篇》篇中，與灣內、佐天一同趕到被擊敗的婚後光子身旁，對傷害婚後的馬場芳郎展現了前所未見的盛怒，掩護佐天帶著婚後尋求協助並隨後追逐馬場芳郎的機械犬，最終取得對方手中可以治好婚後的奈米元件。
學園都市大熱浪時期中，參與對指引「元素」的「水晶之塔」的總攻擊。
婚光子（Kongou Mitsuko，聲：壽美菜子（日本）；龍顯蕙（台灣））
常盤台中學二年級生，暑假期間轉學至此。出身航空业界名門，个性努力不服输。为人时常过度自信，因此交不到朋友而落寞，于是想建立派阀，之后重新审视朋友的意义而放弃。
Level 4的空氣控制類能力者（空力使い（エアロハンド／Aero Hand）），能在物體碰觸处产生喷出高压气流的喷出点，使其像飛彈一樣射出。能夠輕易將一台大卡車甚至重達幾十噸重的電波塔噴射出去。
与御坂美琴、泡浮万彬和湾内绢保为朋友。把白井黑子視為競爭對手，而白井黑子也很難跟她相處。能夠一眼認出御坂10032號與本尊的差別，以為對方是美琴的妹妹。
在《大霸星祭篇》中，與美琴組成「風神雷神」組合，一起參加兩人三腳競賽。在御坂10032號失蹤後，自願協助美琴將其尋回，卻遇上同樣尋找被食蜂操祈帶走的10032號的馬場芳郎，與其大量的機械犬T:GD交戰佔了上風，卻被對方用計以機械蚊子T:MQ偷襲擊敗且奚落了一番。昏迷後被及時趕到的灣內、泡浮、佐天三人救走，躺在擔架上時被美琴看見，令憤怒的美琴前去報復馬場並恐嚇他再也不准對她的朋友出手。身體恢復後，繼續與美琴搭檔參加接下來幾天的活動。
帆風潤子（Hokaze Junko，聲：津田美波）
常盘台中学三年级生，食蜂派閣的成員之一。在派閣中的地位很高，輔助著採取放任主義的食蜂管理派閣，可以說派閣實際上的營運負責人。
性格溫柔和睦，對誰都能一視同仁，比起捉摸不定的食蜂還更親近其他派閣成員。但也不會有特別重視誰的傾向，對戀愛情感非常陌生。
留着一头华丽公主卷的少女。原来的发型是两根麻花辫，但在早春时，原本只是上美容院想修剪发尾，结果不小心打瞌睡，醒来后发现头发被店主烫成了纵卷发。听说能很快恢复原样的发型，因为在她急忙回宿舍的路上被食蜂操祈称赞，于是就固定了下来   。
能力為Level 4的「天衣著裝」（Rampagedress），藉由操作體細胞的電流訊號來引出力量，獲得突破人體極限的強大身體能力，甚至能夠高速修復身體損傷。
與御坂美琴一樣是狂熱的呱太愛好者。經常想藉各種機會讓女王與美琴的關係變得比較接近，幾乎都以失敗收場。
外傳《Astral Buddy》的主角。出身「才人工房.第三研究室"內部進化"」，據研究員所言其出力已經到達Level 5水準，但因為加强出力下会导致脑部充血疼痛而产生心理障礙，等级無法继续成長。
舍監（聲：生天目仁美）
切斑芽美（Kirifu Megumi，聲：小松奈生子）
常盤台中學的學生，能力為等級四的念動力。《大霸星祭篇》中，常盤台中學與馬場芳郎的學校競技時，由於對自己的能力過度自信而敗在對方的埋伏之下。
口囃子早鳥（Kobayashi Shimanaka，聲：荻野葉月）
常盤台中學的學生，能力為等級三的精神感應，能实现念话，在多人之间建构脑内语言会话。害怕所有的蟲子，特別是蜘蛛。是食蜂派系的一員。
牧上小牧（Makigami Komaki，聲：留冬藍名）
外傳《Astral Buddy》登場。第3支部所属风纪委员，漫画设定为白井黑子的同事，也是食蜂派系的一員。和黑子一样具有很强的责任感和正义感，不过会烦恼黑子经常越界行事和吐槽黑子对美琴的变态行为。能力为光学迷彩的能力，能改变圆柱状的物体从光学上隐形。
弓箭入鹿（Yumiya Iruka）
外傳《Astral Buddy》登場。常盘台中学3年级生，弓道部主将。暗部组织“学校”成员弓箭猎虎的妹妹。“才人工房”第三研究室“内部进化（Ideal）”出身。能力为等级4的「波动使」，能控制光或声波具有波动性的事物，通过控制波动的收束或增幅来应用于攻击中。作战时会使用能带有激光发射器的军用手电筒来实现各种光波攻击。也能使用一种叫“闪打”的招式，将光突然加强照到目标人眼前，诱发其产生急性光過敏症的晕眩效果。
由于小时候需要经常照顾有交流障碍的姐姐而很会照顾人。受帆风的影响，也成为秘密的呱太爱好者。
在“才人工房”时就十分仰慕帆风润子。在“内部进化（Ideal）”实验发生意外时右眼受伤，入院之后重新遇到帆风润子后许下和帆风润子一样成为强大的人。
后来和北条彩鈴绑架食蜂操祈事件时，与前来救援的帆风润子对战仍然不敌，昏迷入院后和食蜂透露了自己对润子的心意，也顺势被润子听到。
北条彩鈴（Houjou Arei）
外傳《Astral Buddy》登場。常盘台中学3年级生。能力为等级2的「感情音叉」，能将人的感情化为听到的声音，由于经过自己的训练将能力运用到能听到“声音”发生位置，媲美等级3的级别而被破格以交换生方式入读常盘台中学，但对于这个许可认为是对自己的怜悯。北条静护的妹妹，由于哥哥在“内部进化（Ideal）”实验的意外，为了帮助哥哥而协助蜜蚁爱愉绑架食蜂操祈，对于蜜蚁爱愉真正目的和印第安扑克并没有什么兴趣。

## 次要角色
上条當麻（Kamijou Touma，聲：阿部敦（日本）；賀宇傑（台灣））
妹妹们（Sisters，聲：佐佐木望）
本篇出场的妹妹主要是1、9982、10031和10032号。
固法美偉（Konori Mii，聲：植田佳奈（日本）；吳貴竹（台灣））
第177支部的風紀委員。黑子和初春的前輩，曾為救还在风纪委员实习中的黑子而受傷。身材極佳。強能力者，能力為透視能力（Clairvoyance）。
曾因能力遲遲不能提升苦惱，此時認識了黑妻綿流加入「Big Spider」，在那裡度過了一段時光並喜歡上了黑妻。後來黑妻意外「身亡」後（實際未死）退出並成為風紀委員。喜歡喝武藏牌牛奶和意外地愛過流行。
一方通行（Accelerator，聲：岡本信彥（日本）；林士程（台灣））
學園都市第1位的超能力者。
麥野沈利（Mugino Shizuri，聲：小清水亞美）
學園都市排名第4位的超能力者，能力為「原子崩壞」，學園都市暗部組織「道具」的成員。
芙蘭達·塞伊文（Frenda Seivelun，聲：內田真禮）
無能力者，學園都市暗部組織「道具（Item）」的成員。
絹旗最愛（Kinuhata Saiai，聲：赤崎千夏）
大能力者，能力為「氮氣裝甲」，學園都市暗部組織「道具（Item）」的成員。
瀧壺理（Takitsubo Rikou，聲：洲崎綾）
大能力者，能力為「能力追蹤」，學園都市暗部組織「道具（Item）」的成員。
濱面仕上（Hamazura Shiage，聲：日野聰）
無能力者，染金髮的不良少年。
垣根帝督（Kakine Teitoku，聲：松風雅也）
學園都市排名第2位的超能力者，能力為「未元物質」，學園都市暗部組織「學校」的領導者。
獄彩海美（Gokusai Kaibi，聲：井澤詩織）
大能力者，能力為「心理定規」，學園都市暗部組織「學校（School）」的成員。
譽望萬化（Yobou Banka，聲：廣瀨裕也）
大能力者，學園都市暗部組織「學校（School）」的成員。
冥土追魂（Heaven Canceller，聲：仲野裕）
茵蒂克絲（Index，聲：井口裕香（日本）；楊凱凱（台灣））

## 漫画篇章登場角色

### 幻想御手篇
木山春生（Kiyama Harumi，聲：田中敦子（日本）；吳貴竹（台灣））
大腦生理學的研究者，專門從事AIM擴散力場的研究。有隨便脫衣服的習慣，是都市传说中的「脱衣女」。挑食，討厭吃紅蘿蔔。
過去在學園都市研究所擔任研究員，當時在上司「木原幻生」所騙之下擔任收容「棄童」的小學兼任教師，目的是方便進行AIM的實驗。起初很討厭小孩子，卻在日久相處下開始愛上這群棄童小學生。在上司的詭計下，進行的AIM實驗卻變質成人體實驗，讓小學生們變成了植物人。當時為了喚醒學生而想盡辦法，包括舉發違法實驗以及申請23次樹狀圖設計者的使用許可全遭到駁回，於是開發「幻想御手」。本性其實很善良，研發幻想御手的原因是為了喚醒成為植物人的學生們。
因為幻想御手的關係而能變成一位多重能力者，可使用多種能力應戰，也是唯一具有多重能力的能力者，並且可以同時使用複數能力。理論上來說和多重能力者不同，應稱之為「多才能力者」。
愛車是藍寶堅尼Gallardo。
介旅初矢（Kaitabi Hatsuya，聲：野島裕史（日本）；林士程（台灣））
學園都市的學生，能力為Level 2的量子變速（シンクロトロン，Synchrotron），能使金属粒子失控发生爆炸，使用了幻想御手後達到了Level 4。製造連續虛空爆破事件。最後襲擊初春時因當麻的幻想殺手的保護而失敗，被黑子抓獲。隨後因幻想御手的副作用陷入昏迷。
鐵裝綴里（Tessou Tsuzuri，聲：遠藤綾（日本）；吳貴竹（台灣））
第7學區的學校教師，所屬警備員第73活动支部，戴眼鏡。与黄泉川爱穗与月咏小萌是好友。雖然笨手笨腳，但具有身為教師必須守護學生的使命感。
擅长打街机，知道调出隐藏人物（Jamie）的秘技。
經常和黃泉川和小萌一起去澡堂以及去酒會。
枝先絆理（Edasaki Banri，聲：佐藤聰美（日本）；楊凱凱）
春上衿衣第一個認識的朋友。被當成能力體結晶實驗體的對象之一，能力是等級2的精神感應（Telepathy）。透過能力可以無視距離與障礙物和春上心靈通話，最终在動畫第24話時因美琴等人的帮助下和其他學生一起唤醒。
出院后预定转入初春、佐天和春上所在的栅川中学。
丘原燎多（Okahara Ryouta，聲：大原崇）
銀行強盜的其中一人，Level 3的火焰能力者（パイロキネシスト，Pyrokinesister），被黑子抓獲後，因幻想御手的副作用陷入昏迷。
釧路帷子（Kushiro Katabira）
白井黑子在搜索鋁炸彈制造者時曾懷疑的人，但是她一直住院有不在場證據，沒可能連續犯罪被否決了，能力与介旅初矢同为量子變速，但有LV4水平。
明美（Akemi，聲：矢作紗友里）
佐天與初春的同學，在佐天的慫恿下使用了幻想御手，能力為操縱物質類或控制重力類，在未使用幻想御手時僅可控制紙杯飄起，使用後可以使有一個初中女學生體重的人飄起。
小夢（Muu，聲：小橋知子）
佐天與初春的同學。
真子（Mako，聲：石川桃子）
佐天與初春的同學。

### 妹妹篇
布束砥信（Nunotaba Shinobu，聲：葉山郁美）
長點上機學院高等部三年級女學生，但在妹妹篇已被學院勒令退學，有時會在說話前面加上英文，美琴稱呼她「魚眼女」。
在「超電磁砲量產計劃」中，負責開發用於讓御坂妹妹們便於學習知識用途的學習裝置的軟體程式。
得知「絕對能力進化計劃」實驗裡御坂妹妹們被用為實驗的犧牲品後，在都市各地暗巷散佈現金卡讓一般市民尋找，以期用人類的眼睛消除可以做為實驗地點的死角。
擅長使用心理戰來擊退敵手，曾經向混混謊稱自己擁有「生命終止」的能力，同時用甩炮嚇暈對方。
後來欲使用自行開發的學習裝置軟體使妹妹們擁有人類的情感，並重視自己的性命，而向一方通行求饒藉此打動一方通行使其退出實驗。但程序在輸入時，被研究人員後來設置的上位個體「最後之作」攔截而失敗。
之後被絹旗最愛制伏，原作之后去向不明。动画二期为卖给暗部组织STUDY协助实验，反叛被发觉。最後帶菲布理及Janie一起到國外的研判機構進行再調整。
天井亞雄（Amai Ao，聲：鈴木達央）
「絕對能力進化計劃」參與的研究人員。
草壁優美（Kusakabe Yumi，聲：沼倉愛美）
「絕對能力進化計劃」參與的女性研究人員。
甘味荣华（Kanmi Eiga，聲：金元壽子）
「絕對能力進化計劃」參與的女性研究人員。性格較為天真，看見新生的「妹妹們」時，明知對方是要被犧牲掉的複製人仍忍不住想要照顧她。
凱茲‧諾克雷文（Keitz Nokleben，聲：林和良）
「絕對能力進化計劃」的警備負責人。自稱「知識傭兵」，擅長情報戰，不喜歡給予曖昧不清的情報，性格慎重。
《妹妹篇》後，被食蜂長期雇用協助其行動。

### 大霸星祭篇
警策看取（Kouzaku Mitori，聲：富田美憂）
被「才人工房」（Clone dolly）當做實驗體的15岁的少女，曾經是多莉的友人。
在霧丘中學就讀時因某種原因盯上統括理事長並策劃恐怖行動，失敗後被關押在少年院，後被木原幻生引導出獄，成為暗部组织「Member」的指令員。很愛穿由「成員」提供的黑色護士服。
能力為等級4的「液化人影」（Liquid Shadow，リキッドシャドウ），可以操控比重20以上的液體，能在數百米外操縱人影，但缺點是人影只有聽覺和觸覺，而且如果人影的容積和操控者的體積不一樣便無法作出精密的操作。
曾经和美琴的复制体「桃莉」在同一个研究所共处并称为「小看」，在得知多莉的制作目的后试图向外检举而被研究所软禁，直至食蜂瓦解了研究所后才逃出，后来才被木原幻生招揽。在大霸星祭期间被白井制伏后食蜂找到她并告知「桃莉」还有一个复制体并邀请其一起行动。
木原幻生（Kihara Gensei，聲：高岡瓶瓶（日本）；賀宇傑（台灣））
桃莉（Dolly，聲：小原好美）
马场芳郎（Baba Yoshio，聲：林大地）
索绮特（Xochitl，聲：大和田仁美）
亲船最中（Oyafune Monaka，聲：土井美加）
削板军霸（Sogiita Gunha，聲：河西健吾）

### 天賦夢路篇
美山寫影（Miyama Shaei，聲：峯田茉優）
松梅小學的四年級生。平时都是类似小学生的制服打扮，看上去总是面无表情，不太对人说敬语，但倒是很了解怎么对待女性并尽可能关心她们。有一只名为“佩罗”的野狗作为最好的朋友。
預知能力者，能利用一次性相机拍摄预知到的意外一瞬间的模糊照片，发生时间误差在10分钟左右，只能预知到有人受伤的意外或事件，照片需要经过研究机关处理后才能看到清晰影像。可以通过进一步的二阶预测能力来获得带有准确地点的照片，研究机关制作了一套软件，录入这些图片能记录意外发生位置，美山通过这个软件记录这些未发生的意外。但过度使用二阶能力会导致红血球指标下降而身体虚弱。意外的未来是必然发生，即使试图改变也只是发生地方的改变，所以他认为这是其能力只能对三次元范围内的运算结果，所以可能以更高阶的次元运算才能避免，从而偶然发现白井黑子能帮助他（黑子通过十一次元的运算来实现空间移动，从而能对此干涉）。
由于能力的原因，被人们歧视他为瘟神，曾经预知到班里女同学大川内巡观（Ookawachi Megumi，配音：山下七海）会发生意外，即使告知后也未能避免，而被她憎恨。
在天赋梦路篇（电视动画篇的故事时间为9月27日至10月4日），在遇到黑子后，多次利用能力合作解决多个意外事件，由于预知到佩罗会在一场公园火灾中受伤，在求助黑子后，由黑子等风纪委员等人员的帮助，解决了火灾事件。火灾事件后，大川内也写信反省道歉并愿意帮他照顾佩罗。
弓箭獵虎（Yumiya Rakko，聲：鈴代紗弓）
「學舍之園」中的「枝垂櫻學園」女學生，無能力者，弓箭入鹿的姊姊。「學校」的首任狙擊手。雙馬尾，胸部豐滿，性格認真，會把完成任務放在首位，因此經常錯過和朋友深入交流的機會，而主觀認為自己沒有朋友，實質周遭的朋輩大都對她有些許好感。當進行狩獵目標的工作時會變得冷酷，有玩弄獵物的壞習慣。學會狩獵民族的追蹤技術，能從獵物留下的痕跡獲取情報，也能消除氣息融入環境中，作為暗殺者的能力亦非常優秀。將分解後的狙擊槍藏於衣服中，透過手臂的彎曲與伸直進行拆解和組合，利用壓縮的二氧化碳從袖口進行射擊。
在十月九日的事件之前，受譽望萬化的指示追殺救出被「學校」低層成員綁架的佐天的芙蘭達，在和芙蘭達的戰鬥中被她和佐天的聯手行動打敗，口中被塞入炸彈引爆並從高處墮下，被後來趕到的譽望萬化所救，但失去了左眼及自鼻子以下的臉部。隨後為了再次與芙蘭達戰鬥而離去，動向不明。
十月九日的事件中，「道具」中各人的對話時提及的「狙擊手」，被「道具」的成員作為對「學校」的警告而被「道具」殺死。
操歯涼子（Kuriba Ryouko，聲：種崎敦美）
第二十學區新色間中學的學生。14歲。小时候曾遭遇意外，靠移植母亲的肺存活，為了拯救母親而來到學園都市學習改造人技術。“印地安扑克”的创造者。
期间参加了“制造灵魂”的实验：将自己身体分割为多份并用机器器官代替，分割的肉体与另一份机器体组合，在各自生活一年后复原，来产生一个自己的机械个体——“分身”，以此论证灵魂能被分割创造。曾经警告研究人员灵魂会破坏自身来逃脱，并制作“印地安扑克”试图找出消抹自己灵魂来让“分身”成为人类的方法，最终“分身”发现自己的真实身份而逃脱并试图杀死本尊。之后两人相互谅解，并且凉子因为受伤，“分身”用自己的器官拯救了凉子，最终两者意识融合。

#### 尸食部队
隶属暗部的小队，接受回收分身的任务和伪装风纪委员骗取御坂美琴信任短暂协助。任务开始前一周内因一方通行阻拦任务失败留下阴影降低部队等级。
飯棲麗塔（Iizumi Rita，聲：藤田茜）
作樂木鳴葉（Sakuragi Naruha，聲：古賀葵）
清清太郎丸（Seike Taroumaru，聲：貫井柚佳）
藥丸醫月（Yakumaru Itsuki，聲：西田望見）

### 越獄篇
春暖嬉美（Shundan Kimi）
被关押在第二少年院的犯人，在越獄篇中在同伴的里應外合下逃脱。在被確認為整體論超能力者後，研究機構申請春暖嬉美為第九位超能力者，能力似乎可以在宇宙創造出黑洞，藉此獲取巨大能量。可以放出一條龍（天使之龍），為上條當麻的幻想殺手中的龍之一。
和鈴蘭、茶寮、仄火、雷斧都是曾经“留精弃粗”抚养设施的同伴。
青星鈴蘭（Aohoshi Suzuran）
第二少年院的安全主管，实际上是拯救嬉美越狱的内线，在越獄篇中暗中将嬉美与扮演越狱的工作人员掉包让其逃脱，并借助嬉美所控制的监狱人员来最终控制住少年院院长，最后和嬉美等人會合。
和嬉美、茶寮、仄火、雷斧都是曾经“留精弃粗”抚养设施的同伴，而且也最年长的而最先离开抚养设施，离开前作为众人的大姐姐而十分照顾这些年少同伴。由于嬉美、茶寮、仄火、雷斧的实验遭遇，令其十分愧疚而想方设法为她们提供帮助，包括将嬉美的信息伪装成已死的仄火来入狱，并将越狱事件假戏真做。由于年长做事谨慎认真，没认真对待嬉美的龙和雷斧的忍者能力。
越狱事件后事发而被革职入狱。
釣鐘茶寮（Tsurigane Saryou）
甲賀出身，幼年時期曾在村子學習忍術，隨後便偽裝成棄兒混入學園都市，「黑暗五月計畫」的倖存者。協助近江手裏與一眾同伴潛入，調查可以用來強化甲賀的資訊。
自稱不擅長忍術。越獄競賽結束後偷襲了近江並逃離，與成功逃獄的嬉美等人會合。一行人綁架初春後，與追擊的白井黑子對決。能力為觀測AIM擴散力場。最後被黑子以兩敗俱傷的覺悟擊敗。
和嬉美、鈴蘭、仄火、雷斧都是曾经“留精弃粗”抚养设施的同伴。
鰐河雷斧（Wanigawa Raifu）
嬉美的友人，穿著袖子過長的長袖上衣的女孩，有著「哈哇哈哇」的口癖。參與越獄競賽，期間裝成人畜無害的弱女子，多次被山城昭府保護。競賽結束後被察覺到自己帶有濃厚「惡意」的山城攔下，打倒對方後與嬉美等人會合。一行人綁架初春後，與追擊的御坂美琴對決，戰敗。
喜歡與「拯救大家的英雄」戰鬥。能力為大能力（Lv4）的「重力圓環」，可以改變身旁事物的重力方向。過長的袖子中藏著近戰用的，套在十指上的長爪。戰鬥時習慣不斷地計算當前的獲勝機率。
和嬉美、鈴蘭、茶寮、仄火都是曾经“留精弃粗”抚养设施的同伴。年龄最小且性格懦弱，但得到同伴们的照顾，憧憬英雄。与嬉美、茶寮、仄火等被转送到研究机构进行所谓“能力提升”的实验，虽然能力得到提升，但实验造成脑组织结构的改变，导致其经常晕乎乎地犯困或者意识淡薄地说胡话的后遗症。由于实验的后遗症和仄火的死，也导致了对英雄的憧憬破灭。
山城昭府（Yamashiro Shoubu）
帶著狸貓面具的「面具英雄」，第二少年院越獄競賽的參加者。能力是「雜意感知」，能夠感知對象的惡意或敵意，但在人多的地方會無法確定來源。競賽期間多次保護雷斧，進入室內後遭到電擊，落敗。競賽結束後在暗巷中确认并攻擊散發惡意的雷斧，反被擊敗。
小时候与雷斧等人见过面。
近江手裏（Oumi Shuri）
坂田（Sakata）、浅井（Asai）、野洲（Yasu）
近江的部下，偕同其一同潛入學園都市。
白絹仄火（Shirakinu Honoka）
和嬉美、鈴蘭、茶寮、雷斧都是曾经“留精弃粗”抚养设施的同伴。假小子的性格，是发火能力的异能力者，但没展现过。小时候与嬉美、茶寮、雷斧等被转送到研究机构进行所谓“能力提升”的实验，但实际上被不断切除脑组织来研究对能力的影响，在实验下导致能力不断损失，而嬉美、雷斧的成长令其嫉妒。在茶寮暗中得知实验的真相逃脱时，将嬉美、雷斧抛给守卫机器人后，裆下其他守卫的枪击身亡。

### 过去篇
神苑小路琉璃悬巢
美琴初中一年级时在常盘台中学学姐，被常盘台中学的学生称为“琉璃学姐”。留有高双马尾，束有两个团子并以大亮片装饰，看上去很像呱太的眼睛，衣着风格为太妹风，衣装开放，皮肤黝黑。由于美琴入学初时被自动售卖机吞了一万日元纸币而帮忙踢击售卖机获得饮料而认识，两人成为推心置腹的好友，美琴之后的性格和行为（包括穿安全裤、泡泡袜，踢击自动售卖机，反手提提包等）一定程度是源于她。
虽然装扮十分太妹化，如她外貌一样叛逆且随性，爽朗又豪放不羁，初次接触时有压迫感，但实际非常平易近人，乐于向其他人施以援手，并且心思缜密。由于叛逆的性格，在学校里是广为人知的连老师都无法动摇分毫的存在，同时在当时常盘台三大学生派系都十分畏忌，不敢轻易对立。能力不明。也是一名风纪委员，但除了初三年级外没人知道这个身份。
洁斋雪紫
美琴初中一年级时的常盘台中学室友，当时与美琴交往不错的朋友，宽额粗眉，带有一个月亮型的饰物。当时常盘台三大学生派系中支仓派系的初级成员，负责监视美琴和孤立食蜂，但实际暗中效命于沙淡扇。城府深心机重，初期积极投身学校的社团活动中，仅用一个月的时间就充分了解学校里多方面的情报，被美琴评价为“万事通”。本人似乎非常认同自己所在的支仓派系的理念，在派系和美琴间做着双面间谍般的工作。以大小姐的标准要求自己，行为举止较为文雅，看不惯琉璃出格的举动。能力为类似产生蒸汽的效果。
在《魔禁》本篇故事中，可能是黑子以“合法手段”请出宿舍的前室友，而且称其为“叛徒”。
支仓冷理
美琴初中一年级时的常盘台中学初二级学姐，当时常盘台三大学生派系中支仓派系首领。留有长发。本人行事风格更加直接，率性且积极主动，不同于大小姐文雅的形象。能力为类似将液体或气体通过管道将物体发射出去，精确度很高，能代表学校出国进行能力演示表演。
支仓派系是当时最早建立的派系，但之后规模被其他两个派系超越而委居第三，信奉“为追求上进不惜冒犯其他人”的理念。在支仓派系和水镜派系发生冲突时，曾要求成员避免过激行动。
水镜凪纱
美琴初中一年级时的常盘台中学初三级学姐，当时常盘台三大学生派系中水镜派系首领。浅色头发，扎着短麻花辫，鼻头有雀斑。不苟言笑且性情冷淡，天性孤僻不爱交往，也不擅长拒绝别人的请求。由于围绕她的人多数有求于自己的能力而非真心相待，所以也因此对派系活动并不快乐满足。追求平稳与安定，故做派显得被动、没干劲且没主见，但还是颇有城府。能力为油性操作，等级不明，能够用于转移身体的脂肪来改善身材，小学时就因为同学请求使用能力来改变自身而疲于应付，所以升上中学后对自己要求只对有贡献的成员使用能力，但其派系一直为了让其成为“永代姬君”而不断努力行动，成为派系首领并非其意愿。
水镜派系凭借水镜的能力规模曾经第一，直到被沙派系超越，拥有全校学生的19%为其成员，成员的行动较为激进。
沙淡扇
美琴初中一年级时的常盘台中学初二级学姐，当时常盘台三大学生派系中沙派系首领。黑色长发，戴着花瓣形发箍以及花形头饰，她腿上穿着黑色丝袜，手里抱着一个熊猫玩偶形状的包包，戴着一副别致的不对称设计眼镜，左眼镜框下部突出一块，巨乳但由于衣着掩饰而不显眼，没穿胸罩。体弱，被人称为“保健室的女帝”。神情腼腆文静，被支仓嘲笑“只能抱着娃娃说话”。平时积极投身慈善与公益事业，充满奉献精神，所以在学校里名望很高，但又如深闺大小姐一般不谙世事，缺乏日常生活常识的一面。对待派系活动也颇有城府，说话有时言不由衷，显得毒舌又腹黑。能力可能为将事物的一小部分完整具现化，能略微逊色地还原原有事物持有人的能力，但会消耗掉该物体。会讲粤语。
沙派系是当时三大学生派系中规模最大的派系，由于沙的慈善活动帮助学校拓展名气，沙有着最接近“永代姬君”号的身份，意味着有能力入选统括理事会成员的潜质。对于支仓派系和水镜派系的斗争，有意想平息态势，并怀疑有第三方的介入。但实际是利用外部企业暗中挑拨派系之间斗争并借支仓、水镜派系铲除成为弃子的外部企业的幕后黑手，最终目的是要摧毁常盘台中学。

## 動畫原創章節登場角色

### 亂雜開放篇
春上衿衣（Haruue Erii，聲：花澤香菜（日本）；錢欣郁（台灣）
動畫原創人物。第一季第17集初登場、第20集轉入柵川初中。
初春的新室友。是一名「棄童（Child Error）」，能力為等級二的精神感應，屬於相當罕見的接收型，在特定的電波波長中可能放出自身等級以上的能力。因尋找摯友枝先絆理，由第十九學園區轉來直至感應到枝先絆理的求救。
曾出現在《新約 魔法禁書目錄》第1卷中的彩頁中。
食量十分驚人。
和初春的感情十分好。
在科學的超電磁砲S第18集中，為日後方便枝先而搬家和枝先成為室友。
泰瑞絲緹娜·木原·萊夫雷恩（Therestina Kihara Lifeline，聲：大原沙耶香（日本）；楊凱凱(初登場)、魏晶琦（台灣）
木原幻生的孫女，木原一族的一員，動畫版為現任宗主，能力體結晶實驗最初受驗者。
初次出現是一名職業女性，為人和善，喜歡水果糖，實際上性格狠毒殘忍，做事不擇手段。平時對外的假冒身分態度溫和高雅，但實際的臉孔依然是一附木原家族的瘋狂高傲嘴臉。
似乎有丈夫，因此才更名為偏近西洋姓名的傾向，可能為了妹妹那由他，仍姓木原。
意圖將祖父曾利用她，最終還是沒有成功的「體晶計畫」繼續進行，並用自己的想法來完成，為完成Level 6的進化，利用了春上衿衣和先前在體晶計畫中昏迷不醒的木山春生的學生們，企圖用能力體結晶令春上失控，最後被御坂美琴擊敗，計畫失敗後現在被警備隊拘捕而偵訊中。
木原幻生（Kihara Gensei，聲：高岡瓶瓶（日本）；賀宇傑（台灣））

### Skill Out篇
黑妻綿流（Kurozuma Wataru，聲：小西克幸（日本）；林士程（台灣））
武裝無能力集團“Big Spider”前任首腦，據點在第十學區Strange，背部有蜘蛛圖案。十分擅长格斗。兩年前突然消失後，蛇谷次雄就當上首腦，兩年後重回Strange，救了白井跟御坂，跟固法是舊識。就算他與御坂及白井跟固法提到胸部的話題，因為語氣不帶有色情，所以不會讓她們反感。
固法在他的影響下也喜歡武藏野牌牛奶。格鬥技能超強。
蛇谷次雄（Hebitani Tsuguo，聲：保村真）
“Big Spider”現任首腦。性格殘暴。黑妻綿流消失後害怕難以服眾，盜用了他的姓名，背部也有蜘蛛圖案但較小。
柳迫碧美（Yanagisako Aomi，聲：柚木涼香）
固法美偉的室友。

### 革命未明篇
菲布理（Febrie，聲：野水伊織）
御坂美琴與白井黑子、佐天淚子、初春飾利在公園的小花圃裡發現的小女孩。金色長髮、有兩根呆毛（劉海）、著歌德蘿莉裝，不攝取外型為棒棒糖的毒素中和劑就無法存活。
與佐天最為友好，與御坂的其他朋友關係也不錯，認識固法美偉、泡浮萬彬、婚后光子、灣內絹保等人，起初唯獨不肯與御坂做朋友，連名字也不肯叫，在御坂接连救了她一命之后才有所改观。
实际不是人类，为STUDY制造的生化機器人。
最後布束帶菲布理及Janie一起到國外的研判機構進行再調整。
珍妮（Janie，聲：野水伊織）
比菲布理更早被STUDY制造的生化機器人，可被视为是菲布理的姐姐，有一根呆毛。能力为扩散代理（Diffusion Ghost），将AIM扩散力场进行假想物质化并填充，进而进行操控。被STUDY命令以此能力操控驅動鎧甲。
最後布束帶菲布理及Janie一起到國外的研判機構進行再調整。
有富春樹（Aritomi Haruki，聲：間島淳司）
暗部组织STUDY的领袖。
计划破除以能力等级为目标的唯能力论，转而自行制造能力者，试图将学园都市带入智者（而非能力者）掌控的状态。预定于学究会上进行革命。
小佐古俊一（Kosako Shunichi，聲：小林裕介）
有富春樹研究組織的學生之一。
関村弘忠（Sekimura Hirotada，聲：比上孝浩）
有富春樹研究組織的學生之一。
櫻井純（Sakurai Jun，聲：持月玲依）
有富春樹研究組織的學生之一。
其命名由來為已故日裔美籍粒子物理學家櫻井純。
斑目健治（Madarame Kenji，聲：古川慎）
有富春樹研究組織的學生之一。
藍髮耳環（Aogami Pierce，聲：川原慶久）

### 其他
重福省帆（Juufuku Miho，聲：田村由香里（日本）；楊凱凱（台灣））
關所初中2年級生，動畫版的原創角色。能力為Level 2的視覺妨害（ダミーチェック，Dummy check），可以讓她變得肉眼不可見，是一種直接阻礙人對眼中的影像的認知的能力，但能通過攝像頭或鏡子觀察到。由於前男友覺得她的粗眉毛很醜而與常盤台的學生劈腿，因此痛恨所有常盤台的學生以及世界上所有的眉毛。使用了幻想御手提升能力程度，然後襲擊常盤台初中學生並在她們的前額畫上粗大的眉毛以報復，襲擊了婚後光子以及因故換上常盤台制服的佐天淚子，最後在四人組的合作之下被逮捕。原本想要報復的佐天在發現重福自己的粗眉毛後轉而以溫暖的言詞安慰她，結果使重福對佐天產生了好感。不久，因幻想御手的副作用陷入昏迷。
幻想御手事件結束後，與佐天成為了互相寫信的朋友，甚至會把對方的信放在枕頭下，希望自己能在夢裡見到她。在強制補習的課程中再次遇見佐天，但因為自己的能力使存在薄弱導致自己在主動打招呼之前都沒被對方發現。
大姊頭（Anego，聲：淺野真澄）
本名不詳，動畫版原創角色，某群混混的女头目，性格高傲强硬。能力為表層融解（Flux Court），能自由控制瀝青黏性，等級不詳。也是幻想御手的使用者。
狠狠教訓了想要欺負美琴的手下之後，為了幫手下出氣而與美琴對決，最終慘敗。在強制補習時與佐天起了爭執。

## 外傳《幽幻姊妹Astral Buddy》、《心理掌握》登場角色
帆風潤子（Hokaze Junko）
悠里千夜（Yuuri Senya）
「才人工房」（Clone dolly）最早加入的实验体，体弱多病，被作为「才人工房」实验的核心，“将AIM扩散立场从自身分离出并使之独立的能力”，作为“内部进化（Ideal）”“理想的能力”的存在。能力为“幽体连理”，能将自己的意识能以类似幽灵的方式存在，并可以通过附身的方式来控制生物。
由于自身体质的原因，其他在「才人工房」的实验孩子都没见过她，但她通过润子和利用能力外出而认识众人。
在实验过程中，导致「才人工房」的实验人员大量伤亡，之后陷入植物人状态。本人也失去了部分过往的记忆，直到重新遇到润子。
食蜂操祈（Shokuhou Misaki）
弓箭獵虎（Yumiya Rakko）
蜜蟻愛愉（Mitsuari Ayu）
遠峰叶理（Toomine Kanari）
“才人工房”第三研究室“内部进化（Ideal）”的研究员，性格开朗，能一眼看出实验孩子们的心情。平时负责照料悠里千夜并教会其化妆，对于蜜蟻愛愉放弃自己的能力提升而感到愧疚，由于不想见到孩子们再在实验中伤亡而主动承担“内部进化（Ideal）”实验的管理。在“内部进化（Ideal）”实验意外时，被机器碎片击伤，为了帮蜜蟻争取控制被AIM聚合体所波及失控的实验人员而帮润子裆下刺中腹部的一击，最后怀着对千夜的思念死去。
北条静护（Houjou Seigo）
“才人工房”第三研究室“内部进化（Ideal）”的研究员，在“内部进化（Ideal）”实验发生意外时被失控的AIM聚合体所波及，从此失去了痛觉和味觉，情感也逐渐变得淡漠。后来加入冥土追魂的医院，成了一名医生。由于蜜蟻愛愉发现了印地安扑克的出现而被找上威迫协助。
医术无可指摘，可以在没有镜子的情况下快速为自己施行外科手术。
蠢動俊三（Shundou Toshizou）
木原腦幹（Kihara Noukan）
牧上小牧（Makigami Komaki，聲：留冬藍名（魔法禁书目录 幻想收束））
漫画原作中白井黑子在风纪委员活动第3支部的同事，常盘台中学一年级生，属于食蜂操祈派阀。比较怕麻烦，不希望因为其他的事而写检讨书。面对威胁时倾向于不加思考便冲上前去正面对敌，缺乏实战技巧。能力为Level 3~4的与光线控制有关的能力，可以让自身和任何所需物体肉眼不可见，无法掩盖行动时的声响，使用薙刀作为武器，并身上佩戴发音装置产生声响来干扰对方利用声音来判断位置。

## 超電磁砲SS、番外篇登場角色

### 初春飾利篇SS
黃泉川愛穗（Yomikawa Aiho，聲：甲斐田裕子）
工示雅影（Kouji Masakage）
山揚子（Sangaku Youko）
砂皿緻密（Sunazara Chimitsu）

### 學藝都市篇SS
索綺特（Xochitl）、妥琪特莉（Tochtli）、提克帕托（Tecpatl）

### 能力實演旅行篇SS
蕾莎（Lessar）、貝洛璞（Bayloupe）、芙羅莉絲（Floris）、蘭西絲（Lancis）

### COLD GAME篇
院内契（Innai Chigiri）
朝霜冴美（Asashimo Saemi）
狗檢察官（Wanko Kensatsukan）
辻中京果（Tsujinaka Kyouka）
朝霜芽吹（Asashimo Mebuki）
松陸頼太（Matsuriku Raita）

### 偽典·超電磁砲篇
木原那由他（Kihara Nayuta）
削板军霸（Sogiita Gunha）
原谷矢文（Haratani Yabumi）

### SS3
咲蓮誘璃（Sakibasu Yuri）
猪里（Inori）
花河雛鳥（Hanakawa Hinadori）
咲蓮涼雨（Sakibasu Ryouu）
前田（Maeda）
井上火車（Inoue Kasha）